# Mazut
Mazut, ciężki olej opałowy – oleista ciecz będąca pozostałością po destylacji niskogatunkowej ropy naftowej w warunkach atmosferycznych (ciśnienie normalne), w temperaturze od 250 do 350°C. Składa się z węglowodorów wysokocząsteczkowych.
Chrakterystyka:
- gęstość: 890–960 kg/m³;
- wartość opałowa: 41 500–45 000 kJ/kg (9900–10 700 kcal/kg);
- barwa: ciemnobrunatna do czarnej.

Zastosowanie:
- jako paliwo (z uwagi na niską cenę) do okrętowych wolnoobrotowych silników tłokowych, parowych kotłów okrętowych oraz do rozruchu energetycznych kotłów parowych;
- jako paliwo do kotłów parowych w niektórych modelach parowozów;
- jako paliwo do pieców przemysłowych (np. przy produkcji gipsu);
- surowiec do destylacji próżniowej, w celu uzyskania smarów ciekłych (olejów smarnych) i smarów stałych (np. wazeliny); pozostałością destylacji próżniowej jest asfalt ponaftowy[1];
- surowiec do krakingu, w celu uzyskania olejów pędnych i benzyn.